# Formel-2-Europameisterschaft
Die Formel-2-Europameisterschaft war eine von der FIA von 1967 bis 1984 ausgerichtete Rennserie im Automobilsport, die dem Reglement der Formel 2 folgte. Es war eine reine Fahrermeisterschaft; einen Pokal für Konstrukteure gab es nicht.

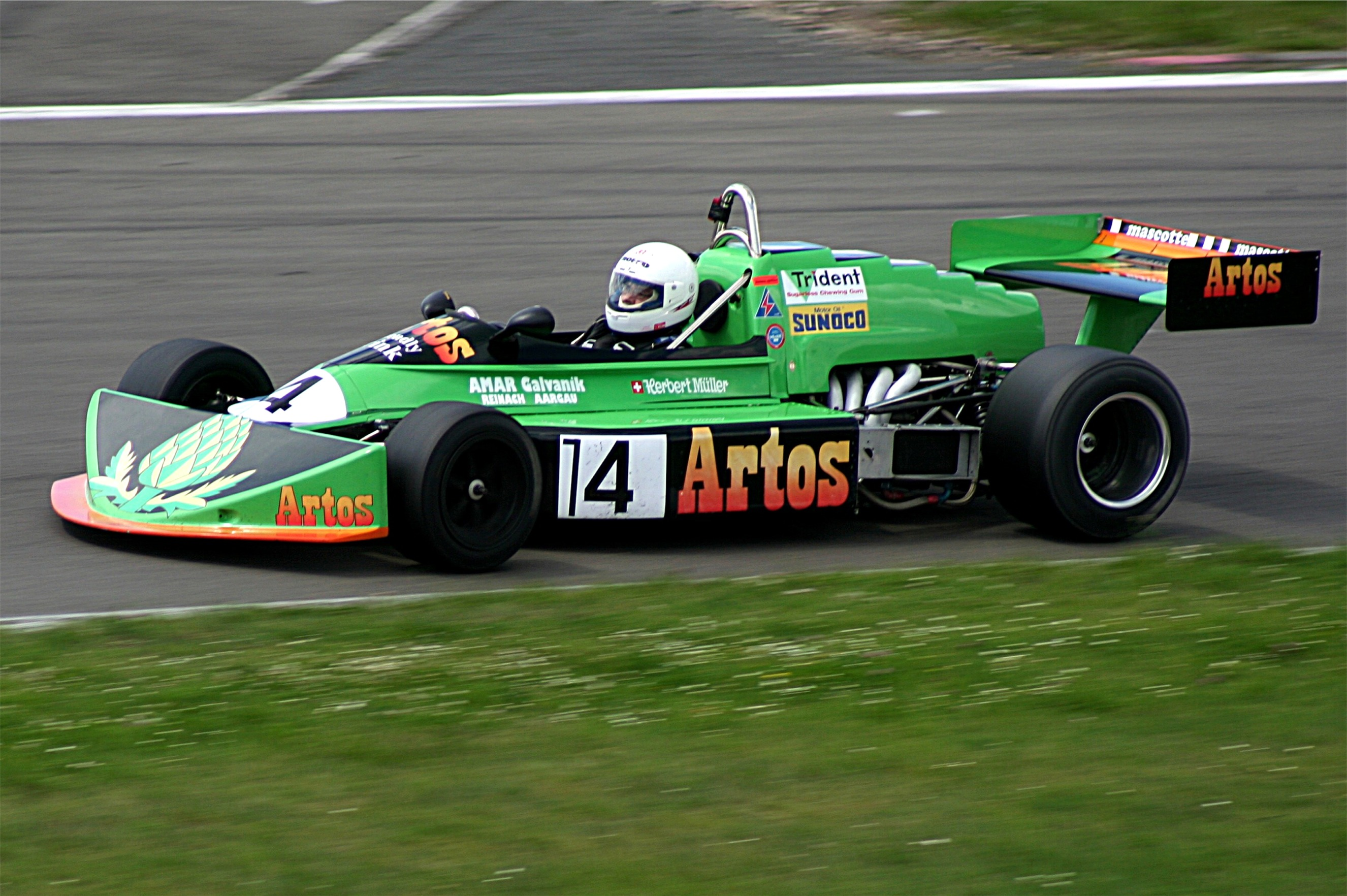
March 752 von 1975 beim Oldtimer-Festival 2007 auf dem Nürburgring

## Hintergrund

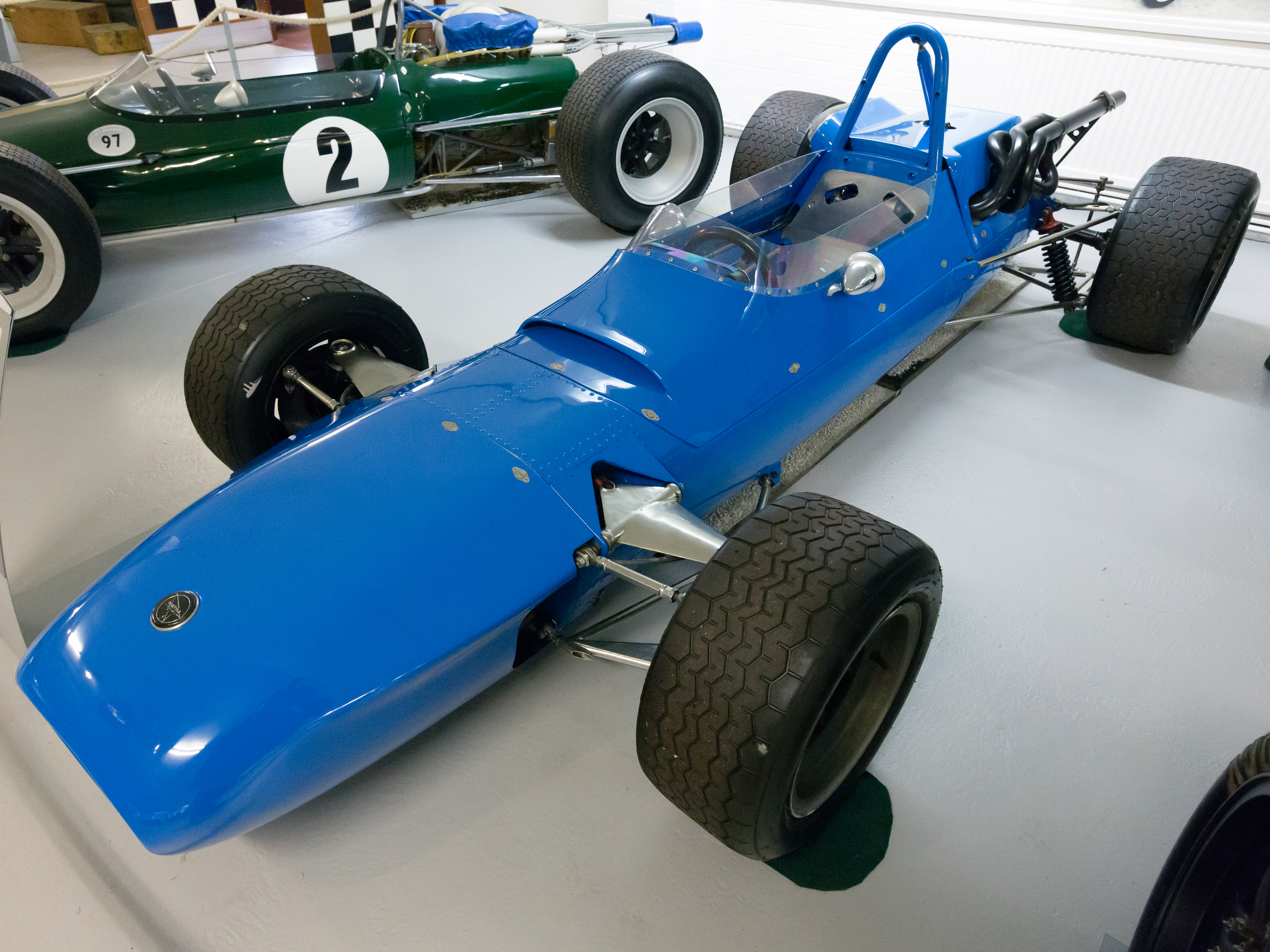
Formel-2-Rennwagen von 1967: Matra MS5

Seit 1947 war die Formel 2 die höchste Nachwuchsklasse unterhalb der Formel 1. Bis 1960 wurden jährlich sowohl in Großbritannien als auch auf dem europäischen Kontinent zahlreiche Rennen nach dem Formel-2-Reglement ausgetragen. In einzelnen Jahren gab es nationale Formel-2-Meisterschaften, beispielsweise von 1956 bis 1960 in Großbritannien; eine internationale Meisterschaft gab es jedoch nicht. Als ab 1961 das Reglement der Formel 1 dem der Formel 2 angepasst wurde, gab es zunächst keine eigenständige Formel 2 mehr; ihre Rolle übernahm vorübergehend die Formel Junior, aus der später die Formel 3 wurde.
Die Formel 2 lebte erst 1964 wieder auf. Neben einer britischen wurde in diesem Jahr auch eine französische Formel-2-Meisterschaft ausgeschrieben, die die Bezeichnung Trophées de France trug. Namentlich der Erfolg dieser Serie veranlasste die Commission Sportive Internationale (CSI) als zuständige Aufsichtsbehörde, ab 1967 für die Formel 2 eine Europameisterschaft auszuschreiben. Sie wurde in den 1970er-Jahren zur erfolgreichsten Nachwuchsserie des internationalen Automobilsports: „Wer in die Formel 1 wollte, musste in der Formel 2 mitfahren.“ Sie galt zunächst als preiswert, aber auch anspruchsvoll. Erst zum Beginn der 1980er-Jahre wurde der Betrieb eines Formel-2-Teams, bedingt durch technisch anspruchsvollere Lösungen, deutlich teurer, sodass die Attraktivität der Meisterschaft nachließ. 1984, im letzten Jahr der Meisterschaft, gingen bei einzelnen Rennen nur noch 16 Fahrer an den Start, während einige Jahre zuvor noch mehr als doppelt so viele gemeldet waren.
Mit Ablauf des Jahres 1984 wurde die Europäische Formel-2-Meisterschaft eingestellt, während die japanische Parallelserie noch zwei weitere Jahre existierte. Das Ende der europäischen Serie folgte mittelbar aus der Umstellung der Formel 1 auf Turbomotoren. Die FISA hatte ein Interesse daran, die DFV-Saugmotoren von Cosworth, die in der Formel 1 angesichts der Dominanz der Turbomotoren überflüssig wurden, weiter bei Rennen einzusetzen. Daraus entstand die Idee der Formel 3000 als neue Nachwuchsserie unterhalb der Turbo-Formel-1. Erste Planungen sahen vor, dass die Formel-2-Europameisterschaft bereits 1983 letztmals ausgetragen werden sollte. Erheblicher Widerstand der Teambesitzer führte dazu, die Formel 2 noch bis 1984 beizubehalten.

## Rennen

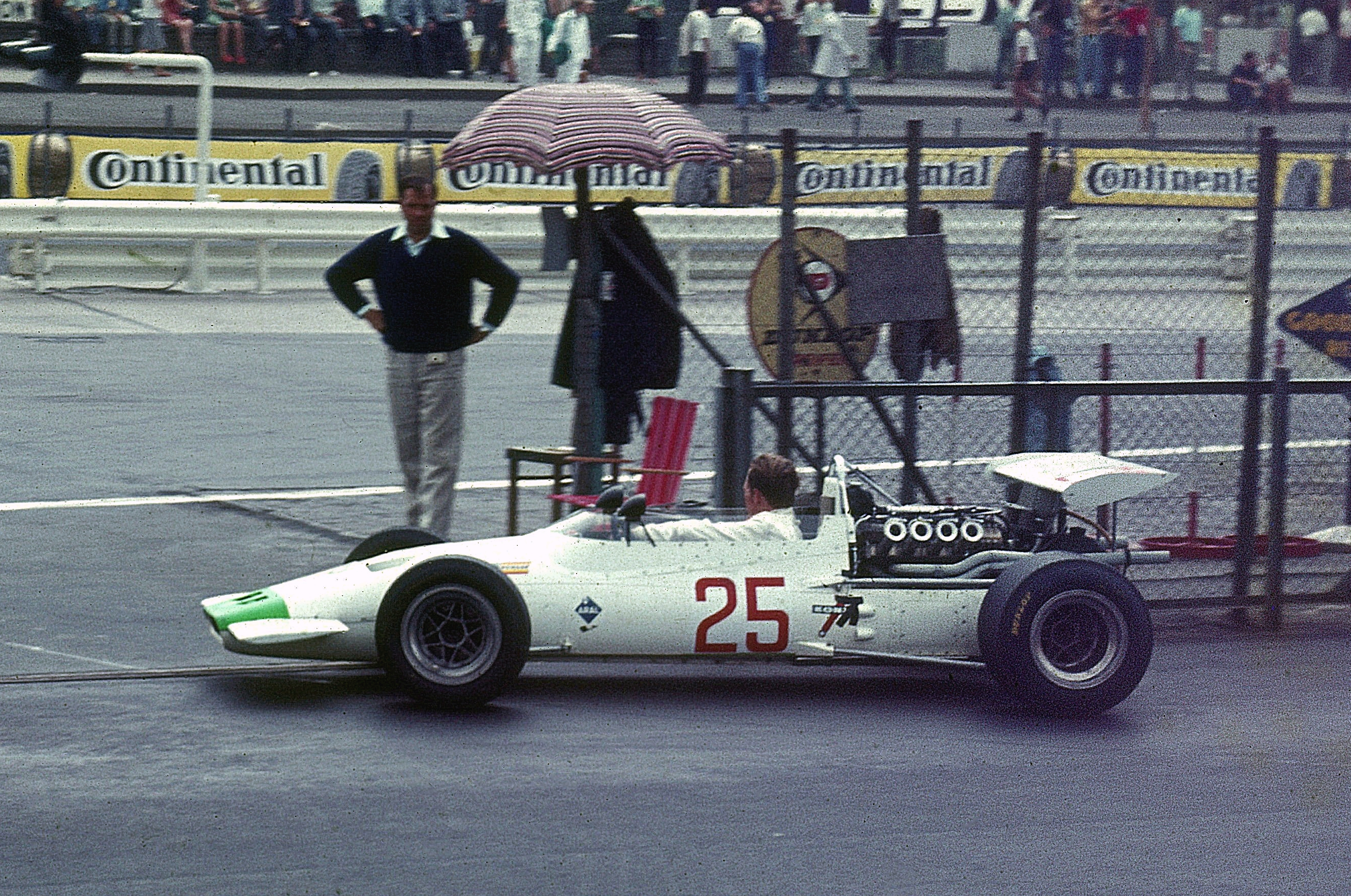
Dieter Quester im BMW F2 beim Training zum Großen Preis von Deutschland 1969

Die Rennen der Formel-2-Europameisterschaft fanden regelmäßig getrennt von der Formel 1 und auf anderen Strecken statt.
Bei einigen der Formel-2-Meisterschaftsläufe handelte es sich um Veranstaltungen, die vorher für die Formel 1 ausgeschrieben waren; dort waren sie dann allerdings meist Nebenrennen ohne Meisterschaftsstatus gewesen. Das gilt beispielsweise für die BRDC International Trophy in Großbritannien, den Grand Prix de Pau in Frankreich und den Gran Premio di Roma in Italien. 1969 wurde versucht, den Gran Premio di Siracusa, ein zwischenzeitlich eingestelltes traditionsreiches meisterschaftsfreies Formel-1-Rennen auf Sizilien, als Formel-2-Meisterschaftslauf neu zu beleben; diese Bemühungen scheiterten allerdings.
Vereinzelt kam es zu gemeinsamem Auftreten von Formel-1- und Formel-2-Autos. Das galt in erster Linie für einige Rennen auf dem deutschen Nürburgring. 1966, 1967 und 1969 waren bei den dort stattfindenden Großen Preisen von Deutschland, die zur Formel-1-Weltmeisterschaft zählten, auch Formel-2-Autos zugelassen. Grund für die Öffnung des Starterfeldes war die außergewöhnliche Länge des Kurses. Angesichts einer Rundenlänge von mehr als 22 Kilometern wurden nur 14 Runden gefahren. Um den Zuschauern mehr Unterhaltungswert zu liefern, ließen die Organisatoren zusätzliche Autos zu. Beide Klassen fuhren gleichzeitig, wurden aber separat gewertet. Die Formel-2-Fahrer erhielten daher keine Punkte für die Formel-1-Weltmeisterschaft. Die Rennen zählten auch nicht zur Formel-2-Europameisterschaft, sondern waren für die Formel 2 meisterschaftsfreie Rennen.

## Fahrer

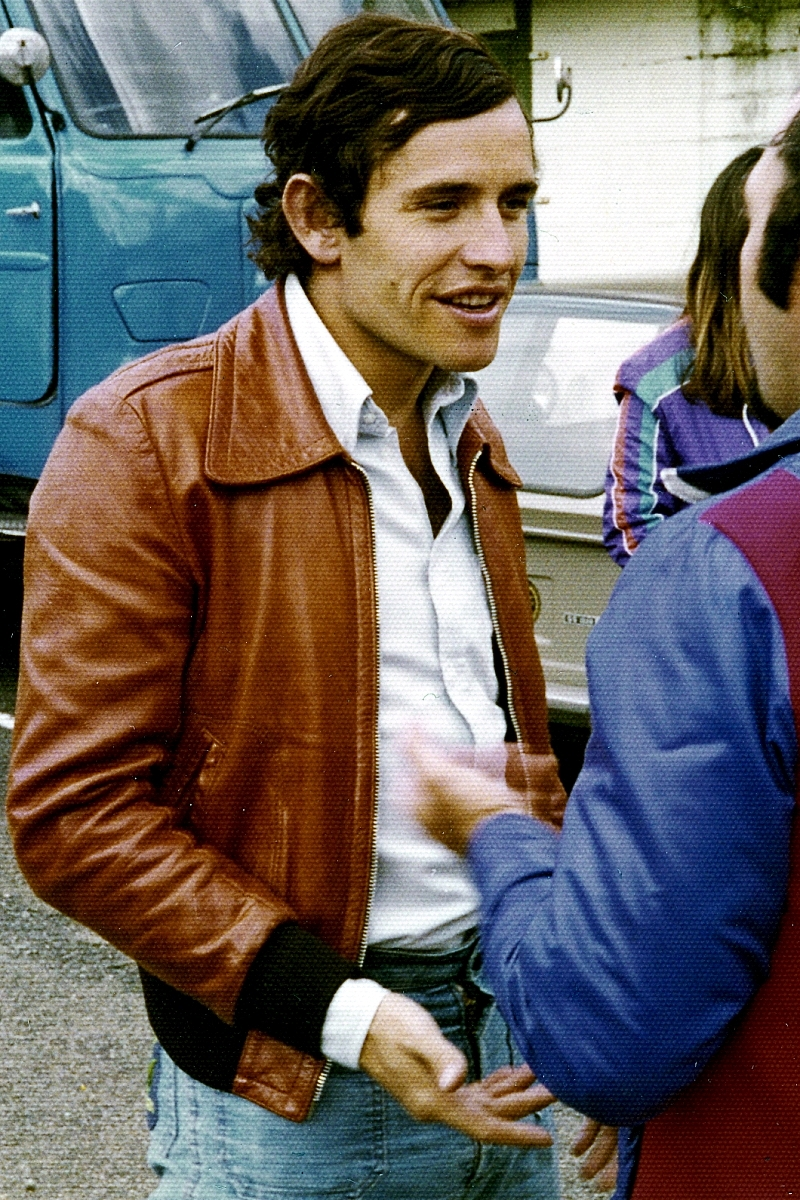
Erster Formel-2-Europameister: Jacky Ickx

Die Formel-2-Europameisterschaft galt als Nachwuchsserie. In ihr kämpften junge Fahrer ohne Erfahrungen in der Formel 1 um den Meistertitel. Sie wurden als B-Driver bezeichnet.
Ungeachtet dessen traten bis in die 1970er-Jahre hinein regelmäßig auch Fahrer mit Formel-1-Erfahrung bei Rennen der Formel-2-Europameisterschaft an. Sie wurden als Graded Drivers (englisch für klassifiziert/bewertete Fahrer) oder A-Driver bezeichnet. Ihnen wurden keine Punkte für die Europameisterschaft gutgeschrieben. Das machte sich bereits im ersten Jahr der Meisterschaft bemerkbar: Der bereits in der Formel 1 etablierte Jochen Rindt gewann alle fünf Läufe der Formel-2-Europameisterschaft, zu denen er antrat, er erhielt dafür aber keine Punkte. Die Meisterschaft ging stattdessen an den B-Driver Jacky Ickx, der nur zwei Meisterschaftsläufe gewann.
Der wesentliche Grund für die etablierten A-Piloten, an Formel-2-Rennen teilzunehmen, bestand neben dem Sammeln weiterer Rennpraxis vor allem in hohen Startgeldern und Siegprämien. Mit zunehmender Komplexität der Formel 1, die unter anderem zu einem Anstieg von Testfahrten zwischen den einzelnen Formel-1-Rennen führte, ließ allerdings die Attraktivität der Formel 2 für A-Driver nach.

## Konstrukteure und Motorenhersteller
Im Laufe der Jahre wurden Fahrzeuge von etwa 20 Konstrukteuren in der Formel-2-Europameisterschaft verwendet. In den ersten Jahren produzierten Hersteller wie Brabham, Cooper, Ferrari, Lotus, Tecno und später auch Surtees Formel-2-Chassis. Diese Hersteller beteiligten sich zunächst mit eigenen Werksteams an der Europameisterschaft, stellten ihre Autos aber zudem auch unabhängigen Kunden zur Verfügung. Zu Beginn der 1970er-Jahre zogen sich viele Werksteams aus der Europameisterschaft zurück; Brabham, Ferrari und Lotus stellten dann auch die Chassisproduktion ein. Zum dominierenden Hersteller wurde daraufhin March Engineering, das ein eigenes Werksteam unterhielt und darüber hinaus auch bis zu 20 Chassis jährlich für Kunden fertigte. Chevron, Lola und Ralt übernahmen dieses Konzept in den 1970er-Jahren, waren auf Dauer aber weniger erfolgreich als March. March-Fahrzeuge dominierten bis 1984 die Starterfelder bei den europäischen Rennen. Hinzu kamen verschiedene kleine Hersteller, die Fahrzeuge vor allem für ihre eigenen Werksteams produzierten: Zu ihnen gehörten AGS, Martini, Maurer, Merzario, Minardi und Osella.

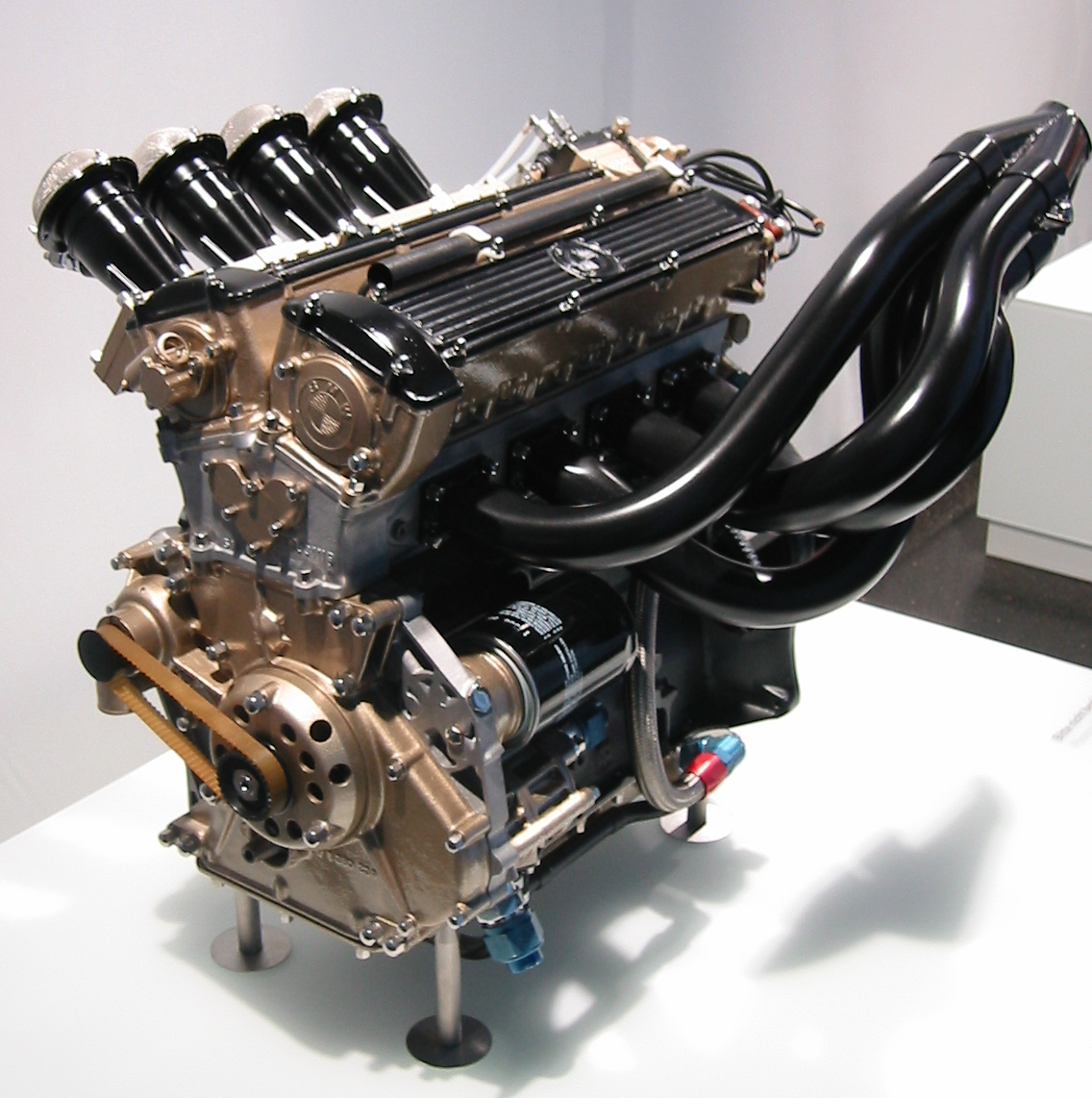
Formel-2-Motor von BMW

Die Motoren kamen anfänglich überwiegend von Ford bzw. Cosworth. Es waren Triebwerke vom Typ Cosworth BD, die auf einem Ford-Serienblock beruhten. In den frühen 1970er-Jahren übernahm BMW eine zentrale Rolle in der Formel 2. Zunächst hatte March einen Exklusivvertrag mit BMW für sein Werksteam, dessen Fahrer in den Jahren 1973 (Jean-Pierre Jarier), 1974 (Patrick Depailler), 1978 (Bruno Giacomelli), 1979 (Marc Surer) und 1982 (Corrado Fabi) mit BMW-Motoren die Formel-2-Europameisterschaft gewannen. Ab 1974 war der BMW-Motor auch für andere Teams verfügbar. Anders als im Fall des March-Werksteams wurden die Kundenmotoren allerdings nicht bei BMW selbst vorbereitet, sondern bei unabhängigen Tunern wie Mader in der Schweiz, Heidegger in Liechtenstein oder Osella und Amaroli in Italien. Der BMW-Motor wurde schnell zur am weitesten verbreiteten Antriebseinheit der europäischen Formel 2.
In einzelnen Jahren waren auch Motoren von Renault, Honda und Hart erfolgreich. Ferraris Motoren waren nach dem Rückzug des Werksteams nicht mehr in der Formel 2 verbreitet; lediglich das Minardi-Team setzte sie einige Jahre lang noch bei einzelnen Rennen ein.

## Rekorde
Der Fahrer mit den meisten Siegen in der Europameisterschaft war Jochen Rindt, allerdings zählte kein einziger seiner zwölf Erfolge für die Meisterschaft, da er als A-Fahrer keine Punkte erhielt. Somit gelten die elf Siege von Bruno Giacomelli als das beste Ergebnis. Giacomelli erzielte auch mit elf ersten Startplätzen die meisten Pole-Positions. Die meisten Punkte erreichte mit 164 der Neuseeländer Mike Thackwell. Der jüngste Fahrer, der einen Meisterschaftslauf gewann, war der US-Amerikaner Eddie Cheever, der bei seinem Erfolg 1977 in Rouen 19 Jahre und 168 Tage alt war. Der älteste Fahrer mit einem Laufsieg war Graham Hill, der 1971 in Thruxton 42 Jahre und 56 Tage alt war. Den knappsten Zieleinlauf gab es 1968 beim Gran Premio del Mediterraneo in Enna, als Jochen Rindt, Piers Courage, Ernesto Brambilla und Clay Regazzoni innerhalb einer zehntel Sekunde in dieser Reihenfolge ins Ziel kamen.

## Meister
| Jahr | Fahrer                | Wagen     |
| ---- | --------------------- | --------- |
| 1967 | Jacky Ickx            | Matra     |
| 1968 | Jean-Pierre Beltoise  | Matra     |
| 1969 | Johnny Servoz-Gavin   | Matra     |
| 1970 | Clay Regazzoni        | Tecno     |
| 1971 | Ronnie Peterson       | March     |
| 1972 | Mike Hailwood         | Surtees   |
| 1973 | Jean-Pierre Jarier    | March     |
| 1974 | Patrick Depailler     | March     |
| 1975 | Jacques Laffite       | Martini   |
| 1976 | Jean-Pierre Jabouille | Jabouille |
| 1977 | René Arnoux           | Martini   |
| 1978 | Bruno Giacomelli      | March     |
| 1979 | Marc Surer            | March     |
| 1980 | Brian Henton          | Toleman   |
| 1981 | Geoff Lees            | Ralt      |
| 1982 | Corrado Fabi          | March     |
| 1983 | Jonathan Palmer       | Ralt      |
| 1984 | Mike Thackwell        | Ralt      |